# Szentély
A szentély eredeti értelemben egy vallási szent hely, tágabb értelemben menedék. Gyakori értelemben a templom legbelsőbb része, melyben az istentisztelet ténykedéseit végzik. Tágabb vallási értelemben szentélynek nevezik az egész templomot, sőt más, szent rendeltetésű helyeket is (pl. „családi szentély“).
Eredeti jelentésében egy olyan szent hely, amelyet az egyházi mentelmi jog véd. Az ilyen helyek menedékként való felhasználásával a kifejezést kiterjesztették minden biztonságos helyre. Így alakult ki a szó másodlagos használata: az emberi (jogi) szentély, amely biztonságos hely az emberek számára, például a politikai szentély.

## Etimológia
A szó a latin sanctuarium-ból származik:  sanctus (=  "szent" ) +  -ārium összetételéből. Mint minden -arium végű szó, tartalmaz valamit, mint például szent embereket vagy vallásos ereklyéket. A fogalom egyidejűleg jelentett szentséget és/vagy biztonságot.
A magyar nyelvű használata a 18. század elejétől figyelhető meg.

## Vallási szentély

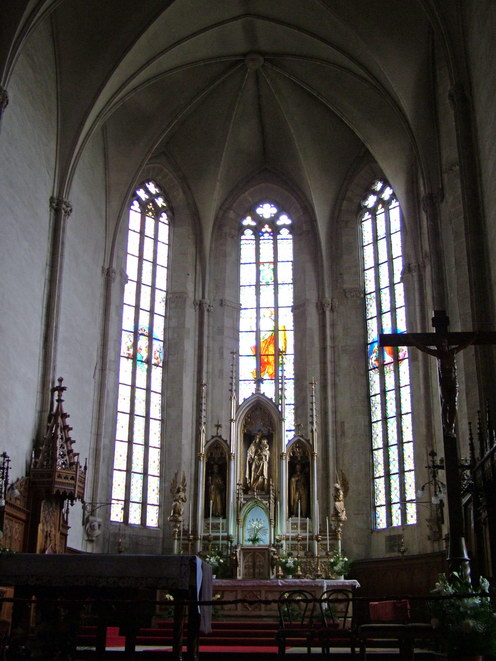
A kolozsvári Szent Mihály-templom szentélye és oltára

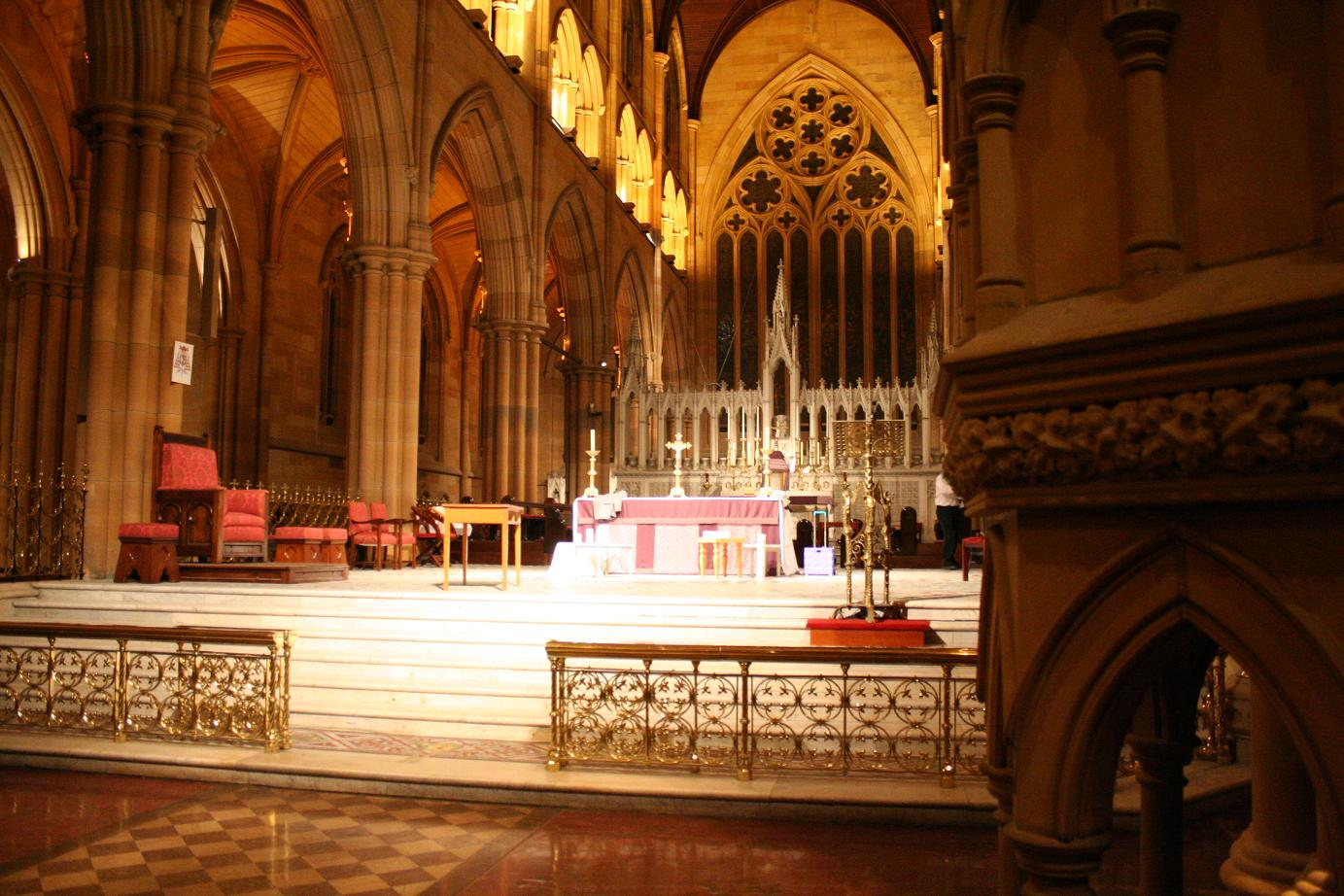
A szentély (presbitérium) egy római katolikus templomban

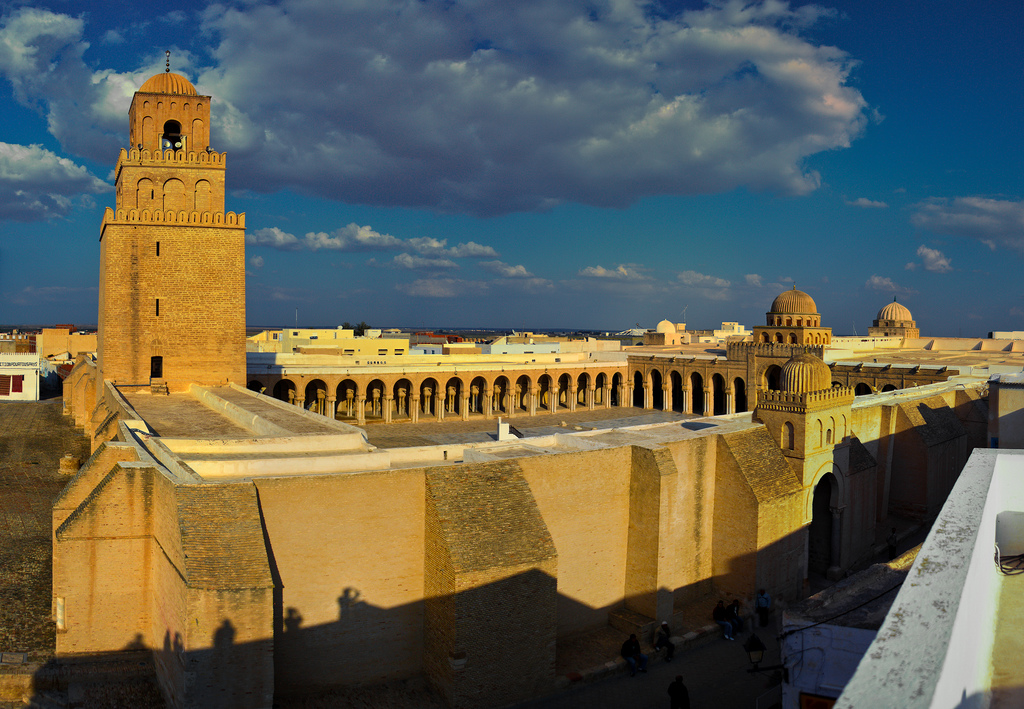
A Kairouan-i Nagy Mecset (Tunézia), mint az iszlám egyik szentélye

A vallási élet szempontjából a szentély lehet egy szentként tisztelt építmény (pl. templom, zsinagóga, mecset stb.), vagy annak egy megszentelt területe,  a vallási áldozat bemutatására szolgáló oltár közelében. Utóbbi esetben a vallási építménynek az a rendszerint különálló vagy elkülönített tere, ahol az oltárt, esetleg Isten vagy az istenség szobrát vagy jelképét elhelyezik, és ahová általában csak az istentisztelet és vallási szertartások végzésére felhatalmazott papok léphetnek be.

### Kereszténység
A kereszténységben a szentély gyakran a szertartás azon színtere, amely a katolicizmusban amely a püspök és a papok számára van fenntartva és melyben a főoltár áll. Rendszerint a templomnak az apszisában és előtte van. A laikusoktól a szentélyrekesztő választja el. Hosszanti oldalán található a stallum, amely a papság elhelyezésére szolgál.
Amennyiben az oldalhajó a szentély körül körbefut, azt szentélykörüljárónak nevezzük, ha ebből kápolnák nyílnak, az a kápolnakoszorú. A szentélyek létesítése a legtöbb vallás templomaira jellemző már a ókortól kezdve, s a keresztény egyházakban a református és az unitárius egyház kivételével általános. A román korban patkó- vagy félköríves-, később négyzetes-, majd sokszög alaprajzi záródású tér, melynek középpontjában helyezték el az oltárt.
Gyakran az apszist tekintik a szentélynek, valójában ez a templomokban a főhajó keleti végén elhelyezkedő, félkupolával fedett oltárfülke.

### Zsidó vallás
Az ószövetségi leírásokban a szent sátorban és a templomban a szentek szentje előtti helyiség volt a szentély. Ugyanakkor magát a jeruzsálemi templomot is gyakran szentélynek nevezik.

## A szentély szó egyéb használatban

### Jogi szentély
Amikor egy bűncselekmény miatt üldözésre utalunk, a szentély jelentheti a következőket:

#### Templomi szentély
Szent hely, töbnnyire templom, ahol a szökevények ideiglenesen immunitást nyertek a letartóztatás alól (elismerve angol törvény által a 4-17. századig).

#### Politikai szentély
Védettség a letartóztatás alól az elismert hatóság által biztosítva. Az Egyesült Nemzetek kiterjesztette a "politikai" fogalmat, belefoglalva a rasszt, állampolgárságot, vallást, politikai véleményt és a tagságot / részvételt bárminemű szociális csoportba vagy szociális tevékenységbe. Azok a személyek akik politikai menedéket indítványoznak, általában az államfőnél kérvényezik a menekültjogot.

## Fordítás
- Ez a szócikk részben vagy egészben  a   Sanctuary című angol Wikipédia-szócikk fordításán alapul.  Az eredeti cikk szerkesztőit annak laptörténete sorolja fel. Ez a jelzés csupán a megfogalmazás eredetét és a szerzői jogokat jelzi, nem szolgál a cikkben szereplő információk forrásmegjelöléseként.